# Parque nacional de Wild Nephin
El parque nacional de Wild Nephin, originalmente y hasta 2021 parque nacional de Ballycroy, se encuentra en la zona de las montañas Nephin/Owenduff de la Baronía de Erris en el noroeste del condado de Mayo, República de Irlanda. Es una de las mayores extensiones de turberas de Europa, y está formado por 117,79 kilómetros cuadrados de blanket bog atlántico. Es un hábitat único con variada flora y fauna. Fue creado como parque nacional el 1 de noviembre de 1998. También es una Zona de Especial Conservación (SAC) y es parte de la red Natura 2000.

## Creación del parque nacional de Ballycroy
La Directiva de Hábitats de la Unión Europea (92/43/EEC), que fue traspuesta al derecho irlandés en 1997, enumera ciertos hábitats y especies que el gobierno irlandés debía designar como zonas de especial protección para asegurar su protección. Estos hábitats incluyen las extensiones turbera. La turba en Ballycroy es especialmente importante a este respecto porque es uno de los mayores ejemplos de un hábitat de blanket bog que queda en Europa Occidental. Ballycroy está administrado por la ley de propiedad estatal de 1954.
El cambio de nombre a Wild Nephin fue polémico y provocó protestas de la población local.